# Anna Hall
Anna Hall (Highlands Ranch, 23 marzo 2001) è una multiplista statunitense, vice-campionessa mondiale dell'eptathlon a Budapest 2023.

## Biografia
Sua madre è sudafricana.
Nel 2018 si è classificata nona nell'eptathlon ai mondiali under 20 di Tampere. Nel 2019 ha preso parte ai campionati panamericani under 20 di San José, dove ha conquistato la medaglia d'oro, sempre nell'eptathlon.
Nel 2022 ha preso parte ai campionati mondiali di Eugene, dove ha conquistato la medaglia di bronzo nell'eptathlon.

## Progressione

### Eptathlon
| Stagione | Punti | Luogo       | Data      | Rank. Mond. |
| -------- | ----- | ----------- | --------- | ----------- |
| 2023     | 6 988 | Götzis      | 28-5-2023 |             |
| 2022     | 6 755 | Eugene      | 18-7-2022 |             |
| 2021     | 6 200 | Athens      | 10-4-2021 |             |
| 2019     | 5 829 | San José    | 21-7-2019 |             |
| 2018     | 5 798 | Albuquerque | 1-6-2018  |             |
| 2017     | 4 963 | Arcadia     | 8-4-2017  |             |

### Pentathlon indoor
| Stagione | Punti | Luogo           | Data      | Rank. Mond. |
| -------- | ----- | --------------- | --------- | ----------- |
| 2022/23  | 5 004 | Albuquerque     | 16-2-2023 |             |
| 2021/22  | 4 618 | College Station | 25-2-2022 |             |
| 2020/21  | 4 590 | Fayetteville    | 29-1-2021 |             |
| 2019/20  | 4 202 | Fayetteville    | 31-1-2020 |             |
| 2018/19  | 4 302 | New York        | 22-2-2019 |             |
| 2017/18  | 4 054 | New York        | 10-3-2018 |             |

## Palmarès
| Anno | Manifestazione   | Sede     | Evento    | Risultato | Prestazione | Note                                     |
| ---- | ---------------- | -------- | --------- | --------- | ----------- | ---------------------------------------- |
| 2018 | Mondiali U20     | Tampere  | Eptathlon | 9ª        | 5 655 p.    |                                          |
| 2019 | Panamericani U20 | San José | Eptathlon | Oro       | 5 847 p.    |                                          |
| 2022 | Mondiali         | Eugene   | Eptathlon | Bronzo    | 6 755 p.    | Miglior prestazione personale            |
| 2023 | Mondiali         | Budapest | Eptathlon | Argento   | 6 720 p.    |                                          |
| 2024 | Giochi olimpici  | Parigi   | Eptathlon | 5ª        | 6 615 p.    | Miglior prestazione personale stagionale |

## Campionati nazionali
- 1 volta campionessa statunitense assoluta dell'eptathlon (2022)
- 1 volta campionessa statunitense assoluta del pentathlon (2023)
- 1 volta campionessa statunitense assoluta dei 400 m indoor (2023)
- 2 volte campionessa statunitense under 20 dell'eptathlon (2018, 2019)

2018
- Oro ai campionati statunitensi under 20, eptathlon - 5 660 p.

2019
- Bronzo ai campionati statunitensi assoluti indoor, pentathlon - 4 302 p.
- Oro ai campionati statunitensi under 20, eptathlon - 5 646 p.

2022
- Oro ai campionati statunitensi assoluti di prove multiple, eptathlon - 6 458 p.

2023
- Oro ai campionati statunitensi assoluti indoor, pentathlon - 5 004 p.
- Oro ai campionati statunitensi assoluti indoor, 400 m - 51"03